# Chimonobambusa lactistriata
Chimonobambusa lactistriata är en gräsart som beskrevs av W.D.Li och Q.X.Wu. Chimonobambusa lactistriata ingår i släktet Chimonobambusa och familjen gräs. Inga underarter finns listade i Catalogue of Life.